# Monoculodes pallidus
Monoculodes pallidus är en kräftdjursart som beskrevs av Sars 1895. Monoculodes pallidus ingår i släktet Monoculodes och familjen Oedicerotidae. Inga underarter finns listade i Catalogue of Life.